# Mexican Institute of Sound
Mexican Institute of Sound (MIS, spanisch: Instituto Mexicano del Sonido) ist ein Musikprojekt der beiden mexikanischen DJs Camilo Lara und Francisco Vazquez. Der Musikstil bewegt sich zwischen Electro und lateinamerikanischer Musik.

## Geschichte
Der aus Mexiko-Stadt stammende Camilo Lara startete das Musikprojekt 2006, nachdem er sich zuvor an der Gründung des Musiklabels Suave Records beteiligt hatte und als DJ für Musikgruppen wie Placebo und Le Hammond Inferno gearbeitet hatte.
Im Debütalbum wurden einige lateinamerikanische Musikstile vereint, so unter anderem Norteña und Cumbia. Der spezifische Sound ergibt sich hierbei durch die Paarung mit Electro-Musik.
Nach zwei weiteren Alben in den Jahren 2007 und 2009 veröffentlichte das Mexican Institute of Sound 2012 unter anderem das Album Político. Lara erklärte, dass das Album unter dem Eindruck entstand, dass die Polizei in seiner Nachbarschaft in Mexiko-Stadt eine große Ladung Sprengstoff fand und er sich bewusst wurde, in welcher Lage die Stadt sich befinde.
Zusammen mit Toy Selectah wurde 2016 mit Compass ein fünftes Studioalbum veröffentlicht.
Am 10. November 2017 erschien das sechste Studioalbum Disco Popular.

## Diskografie

### Studioalben
- 2006: Méjico Máxico
- 2007: Piñata
- 2009: Soy Sauce
- 2012: Político
- 2016: Compass
- 2017: Disco Popular

### EPs
- 2007: Extra!Extra!Extra!
- 2010: Suave Patria

## Trivia
- El Microfono war auch im Videospiel FIFA 08 zu hören.[6]
- Alocatel war auch im Videospiel FIFA 10 zu hören.
- Für das Metallica-Tributealbum The Metallica Blacklist coverten Mexican Institute of Sound das Lied Sad but True